# 하산 셰흐 마하무드

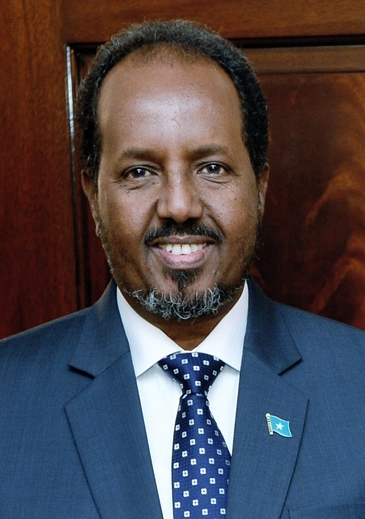
하산 셰흐 마하무드(2013년)

하산 셰흐 마하무드(아랍어: حسن شيخ محمود, 소말리어: Xasan Sheekh Maxamuud, 1955년 11월 29일~ )는 소말리아의 정치인이자 소말리아의 제8,10대 대통령이다. 

## 이력
마하무드는 잘랄라크시 출신이며, 2012년 9월 16일부터 2017년 2월 16일까지 소말리아의 제8대 대통령을 역임했다. 소속 정당은 평화개발당이며, 2011년 이전까지는 무소속이었다. 2012년 9월 10일 국가 화합, 부패 방지 대책 마련, 사회와 경제, 안보 분야의 개혁을 이룩한 공로로 대통령에 선출되었다. 2017년 재선에 실패하여 퇴임했다가 2022년 5월 15일, 대통령 선거 결선 투표에서 소말리아 대통령으로 선출되어 재선에 성공했다.

## 사건 사고

### 테러 암살 미수
2014년 10월, 소말리아 테러조직 알샤바브가 대통령 탑승한 비행기가 바라웨 남쪽 공항에 착륙할 때 박격포 공격을 시작했지만, 목표물을 맞추지 못하여 암살을 모면하였다.

## 역대 선거 결과
| 선거명      | 직책명            | 대수 | 정당       | 1차 득표율 | 1차 득표수 | 2차 득표율 | 2차 득표수 | 3차 득표율 | 3차 득표수 | 결과 | 당락 |
| ----------- | ----------------- | ---- | ---------- | ---------- | ---------- | ---------- | ---------- | ---------- | ---------- | ---- | ---- |
| 2012년 선거 | 소말리아의 대통령 | 8대  | 평화개발당 | 22.22%     | 60표       | 70.63%     | 190표      |            |            | 1위  |      |
| 2017년 선거 | 소말리아의 대통령 | 9대  | 평화개발당 | 26.75%     | 88표       | 29.48%     | 97표       |            |            | 2위  | 낙선 |
| 2022년 선거 | 소말리아의 대통령 | 10대 | 평화개발당 | 16.15%     | 52표       | 34.00%     | 110표      | 66.05%     | 212표      | 1위  |      |